# Эйоульвюр Аурманнссон
Эйоульвюр Аурманнссон (исл. Eyjólfur Ármannsson; род. 23 июля 1969, Вестманнаэйяр, Сюдюрланд) — исландский политический и государственный деятель. Член  Народной партии. Министр коммуникаций и местного самоуправления Исландии с 21 декабря 2024 года. Депутат альтинга с 2021 года.

## Биография
Родился 23 июля 1969 года на архипелаге Вестманнаэйяр. Родители: Гвюдьоун Аурманн Эйоульфссон (Guðjón Ármann Eyjólfsson; 10 января 1935 — 16 марта 2020), школьный учитель и Аника Йоуна Рагнарсдоуттир (Anika Jóna Ragnarsdóttir; род. 14 декабря 1934), домохозяйка и медсестра. У Эйоульвюра — две сестры и брат: Рагнхейдюр (Ragnheiður Ármannsdóttir), Рагнар (Ragnar Ármannsson) и Кристин Роса (Kristín Rósa Ármannsdóttir).
В 1988 году окончил школу в Ист-Орора в округе Эри штата Нью-Йорк. В 1989 году получил аттестат в средней школе в Сюнде (MS) в Рейкьявике.
В 1998 году окончил Исландский университет (HÍ), где изучал право. Изучал европейское право в Лёвенском католическом университете в том же году. В 2000 году получил степень магистра права (LL.M.) в Пенсильванском университете в США.
В 1998—2000 годах — уполномоченный сислюмадюра (sýslumaður), высшего должностного — административного, судебного и налогового — лица в сисле в Хабнарфьордюре.
В 2000—2001 годах — уполномоченный и адвокат окружного суда в адвокатском бюро Lögfræðistofa Sóleyjargötu 17 sf. в Рейкьявике.
В 2001 году — старший уполномоченный сислюмадюра в Сёйдауркроукюре.
В 2002—2004 годах — юрист в отделе кадров Министерства финансов. В 2004—2006 годах — юрист, директор сервисного отдела и финансовый директор в государственном агентстве Skipulagsstofnun. В 2006—2007 годах — юрист кредитного отдела в Управлении по финансовому надзору Исландии. В 2007—2011 годах — помощник прокурора отдела экономических правонарушений.
С 2008 года — в комитете по защите детей Рейкьявика.
В 2011—2013 годах — юрист банка DNB в Осло. В 2013—2015 годах — адвокат в VestNord Legal в Рейкьявике. В 2015—2019 годах — юрист банка Nordea в Осло. В 2019—2020 годах — юрист в исландской государственной компании Isavia. С 2020 года — самозанятый юрист.
В 2020—2025 годах — председатель некоммерской организации Orkan okkar, которая выступает против дальнейшего внедрения энергетического права ЕС в Исландии.

## Политическая карьера
По результатам парламентских выборов 2021 года избран депутатом альтинга от Народной партии в Северо-западном избирательном округе. Был членом Комитета по общим вопросам и вопросам народного просвещения, Комитета по государственному бюджету, Комитет по государственному бюджету (2021). Переизбран на выборах 30 ноября 2024 года.
21 декабря назначен министром коммуникаций и местного самоуправления в коалиционном правительстве под руководством премьер-министра Криструн Фростадоуттир («Социал-демократический альянс»).